# Крістіанс Пельш
Крістіанс Пельш (латис. Pelšs Kristiāns; 9 вересня 1992, Прейлі, Латвія — 11 червня 2013, Рига, Латвія) — латвійський хокеїст, нападник.
Вихованець хокейної школи Даугавпілса. Виступав за латвійські команди «Латгале» (Даугавпілс) і «Динамо-Юніорс» (Рига). В 2010 році був обраний у сьомому раунді драфту Національної хокейної ліги клубом «Едмонтон Ойлерс». У Північній Америці захищав кольори «Едмонтон Ойл Кінгс» (Західна хокейна ліга), «Стоктон Тандер» (Хокейна ліга Східного узбережжя) і «Оклахома Сіті Беронс» (Американська хокейна ліга).
Був учасником чемпіонатів світу в складі юніорської і молодіжної збірних Латвії. В національній збірній дебютував 8 квітня 2011 року в матчі зі збірною Фінляндії.
Помер 11 червня 2013 року.